# Escama de pez

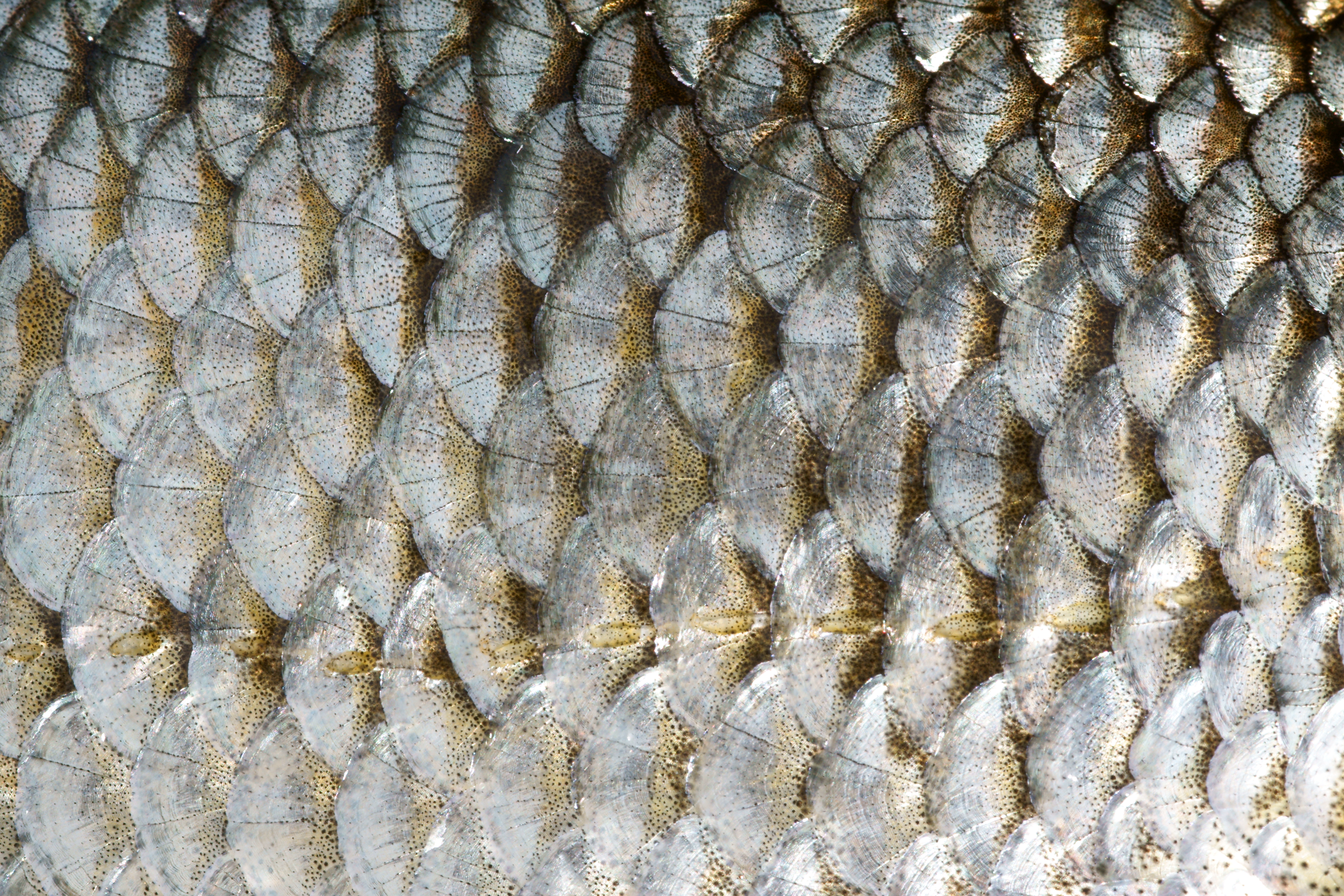
Escamas cicloides de un rutilo (Rutilus rutilus). La hilera de escamas en la línea lateral es visible en la mitad inferior de la imagen.

La piel de la mayoría de los peces óseos está cubierta por escamas. Estas varían enormemente en tamaño, forma, estructura y extensión, y van desde placas de armadura rígida en peces como Aeoliscus strigatus y Ostraciidae o peces cofre, hasta microscópicas o ausentes en peces como las anguilas y los Lophiiformes. La morfología de la escama puede ser utilizada para identificar las especies de pescado.
Las escamas de los peces son producidas a partir de la capa de mesodermo de la dermis, lo que las distingue de las escamas de los reptiles. Los mismos genes que participan en el desarrollo de los dientes y el pelo de los mamíferos también están implicados en el desarrollo de las escamas.

## Tipos

### Escamas placoides

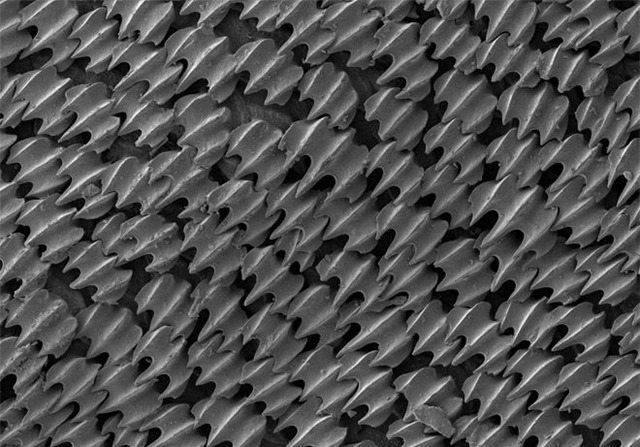
Piel de tiburón

También llamadas dentículos dérmicos, las escamas placoides se encuentran en los peces cartilaginosos: tiburones y rayas, a excepción de las quimeras. Estructuralmente, son homólogas a los dientes de los vertebrados ("dentículo" se traduce como "diente pequeño"), que tienen una pulpa dentaria central con vasos sanguíneos, rodeada por una capa cónica de dentina, que se encuentra en la parte superior de una placa basal rectangular que descansa en la dermis. La capa más externa está compuesta por vitrodentina por la fusión de la capa media con la sangre, una sustancia inorgánica en gran medida similar al del esmalte dental. Las escamas placoides no pueden crecer en tamaño, sino que se van añadiendo a medida que aumenta el tamaño del pez.
Los tiburones están totalmente cubiertos por escamas placoides. Estas escamas crean vórtices pequeños que reducen la resistencia para hacerles nadar de forma más eficiente y tranquila en comparación con los peces óseos. La cantidad de cubrición de las escamas es mucho menor en rayas y quimeras. La textura rugosa, como papel de lija de la piel de los tiburones y rayas, junto con su dureza, la ha llevado a ser valorada como cuero. Se la suele llamar zapa y una de sus muchas aplicaciones, por su resistencia a resbalar, se encontraba en la fabricación histórica de empuñaduras de espadas.

### Escamas cosmoides
Se encuentran escamas cosmoides en los sarcopterigios: celacantos y peces pulmonados y, probablemente se derivaron de la fusión de escamas placoides. Están compuestas de una capa de denso hueso laminar llamado isopedina, sobre la que se dispone una capa de hueso esponjoso con vasos sanguíneos. Las capas de hueso están cubiertos por una sustancia similar a la dentina llamada cosmina y un recubrimiento superficial exterior de vitrodentina.
El celacanto tiene cuatro capas de escamas cosmoides. Las escamas del celacanto actual están modificadas por la pérdida de la capa de cosmina, mientras que las escamas de peces pulmonados actuales están modificadas por la pérdida de la capa de dentina. Las escamas cosmoides aumentan de tamaño según va creciendo la capa de hueso laminar.

### Escamas ganoides

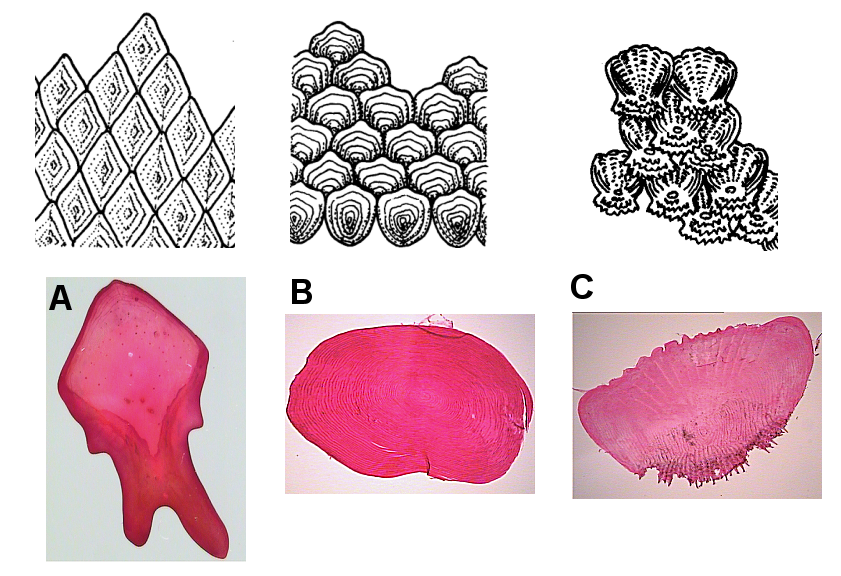
Escamas de actinopterigiosA) Ganoide
B) Cicloide
C) Ctenoide

Las escamas ganoides se encuentran en los esturiones, peces espátula, pejes lagartos, amias calva y bichires. Se derivan de las escamas cosmoides, con una capa de dentina en lugar de cosmina y una capa de sal inorgánica del hueso llamada ganoina, en lugar de vitrodentina. La mayoría tienen forma de diamante y están unidas por articulaciones tipo clavija y zócalo.
En las agujas de mar, las escamas ganoides romboidales están muy pegadas al cuerpo y se unen con fibras para formar una armadura tipo cota de malla, fuerte pero poco flexible. En los esturiones, las escamas se amplían en placas de armadura en los laterales y atrás, mientras que en la amia, las escamas se reducen considerablemente en espesor para parecerse a escamas cicloides. (ver más abajo).

#### Escamas cicloides y ctenoides
Las escamas cicloides y ctenoides se encuentran en los teleósteos, el clado más derivado de los peces con espinas óseas en sus aletas (Actinopterygii). Son escamas ganoides modificadas que han perdido su base ósea.
Las escamas cicloides tienen bordes lisos, mientras que las escamas ctenoides tienen dientes diminutos llamados ctenii en el borde posterior, lo que les da una textura áspera, en forma de peine. Estas escamas casi no contienen hueso, estando compuestas de una capa superficial que contiene hidroxiapatita y carbonato de calcio y una capa más profunda, compuesta en su mayoría de colágeno. El esmalte de los otros tipos de escama se reduce a crestas superficiales y ctenii. La mayoría de los actinopterigios tienen escamas ctenoides. En los peces planos, algunas especies tienen escamas ctenoides en el lado de los ojos y escamas cicloides en el lado ciego, mientras que otras especies tienen escamas ctenoides en los machos y escamas cicloides en las hembras.
A su vez, las escamas ctenoides pueden subdividirse en tres tipos: 
- Escamas crenadas, donde el margen de la escama tiene muescas y proyecciones.
- Escamas espinoides, donde la escama tiene espinas que se continúan con la misma escama.
- Escamas ctenoides "verdaderas", donde las espinas en la escama son estructuras diferentes.

Las escamas cicloides y ctenoides se superponen, haciéndolas más flexibles que las escamas cosmoides y ganoides. Crecen en tamaño a través de adiciones al margen creando bandas de crecimiento estacional desigual llamados annuli (en singular, annulus). Estas bandas se pueden utilizar para calcular la edad de los peces, al modo como de manera similar se hace con los troncos de los árboles. Así, varias bandas muy espaciadas, indicarán un crecimiento rápido.

## Desarrollo de escamas
La producción de escamas se da en los peces durante el desarrollo tardío, el cual, para el caso específico del pez cebra es 30 días después de la fertilización, en este momento es donde se empiezan a ver la diferenciación y organización de las diferentes capas que darán formación a las escamas. Para esto es necesario que primero se genere una consolidación del mesénquima, posteriormente se genere la inducción de la morfogénesis, y posteriormente se dé el proceso de diferenciación o metamorfosis tardía.

### Consolidación del mesénquima
La consolidación del mesénquima o estructuración del mesénquima, se origina durante el desarrollo de la dermis. Este proceso es diferente para los peces cartilaginosos y los teleósteos. Para los primeros, la estructuración se origina mediante la formación de dos capas, la primera es superficial y ancha, y la segunda es delgada y compacta, estas dos capas se encuentran separadas por células mesenquimales. A diferencia de estos, los peces óseos generan un sustrato, de característica acelular, el cual se encuentra organizado por fibras de colágeno en forma perpendicular. Posteriormente, para ambos peces se da la elongación de los fibroblastos, estos penetran la capa compacta del mesénquima, la cual ha sido consolidada previamente a la formación de la escama, con el fin de poder dar iniciación a la placa dermal.

### Inducción de la morfogénesis
La morfogénesis se da gracias a la formación de la papila epidermal, la cual se genera mediante la unión de la epidermis y la dermis, a través de un proceso de invaginación. La morfogénesis empieza en el momento en el que los fibroblastos son reubicados hacia la parte superior del mesénquima compacto. A lo largo de este proceso, las células basales del epitelio forman una capa delimitante, la cual está localizada en la parte superior del mesénquima, posteriormente estas células generarán una diferenciación celular, con el fin de indicar por donde se surgirá el primordio de escama.

### Diferenciación o metamorfosis tardía
Esta diferenciación se genera mediante dos formas diferentes de acuerdo al tipo de escama que se va a formar. La formación de escamas elasmoideas (cicloides y ctenoides) se da mediante la formación de un espacio entre la matriz de la papila epidermal, este espacio presenta fibras de colágeno. Alrededor de este espacio, se da la diferenciación de elasmoblastos, los cuales son los encargados de generar el material necesario para la formación de la escama. Posteriormente se da la mineralización de la matriz, permitiendo que la escama adquiera la característica rígida que las identifica.
A diferencia de las escamas elasmoideas, las escamas ganoides, están compuestas por colágeno mineralizado y no mineralizado en diferentes regiones. La formación de estas se da mediante la entrada de las células superficiales del mesénquima hacia el interior de la matriz, esta última se encuentra compuesta por fibras de colágeno y está ubicada alrededor de los capilares vasculares, dando así origen a las cavidades vasculares. En este punto, los elasmoblastos son remplazados por osteoblastos, formando así hueso. Los parches de la matriz de la escama que no se encuentran osificados, están compuestos por colágeno compactado que permiten la mantener la unión con el mesénquima, esto se conoce como fibras de Sharpey.

## Proteínas y genes involucrados
Uno de los genes que regulan el proceso de formación de escamas en peces es el gen sonic hedgehog (shh), el cual mediante la proteína sonic hedghog (shh), involucrada en la organogénesis y en el proceso de comunicación celular, permite el desarrollo de estas apéndices.
La apolipoproteína E (ApoE), que permite el transporte y metabolismo de triglicéridos y colesterol, presenta una interacción con shh, debido a que ApoE provee de colesterol a la ruta de señalización de shh. Se ha evidenciado que durante el proceso de diferenciación e interacción celular, el nivel de transcripción de ApoE es elevado, lo que ha llevado a la conclusión de que esta proteína es importante para el desarrollo tardío de las escamas.